# Ahmed Kara
Ahmed Kara (sinh ngày 22 tháng 3 năm 1985) là một cầu thủ bóng đá người Algérie thi đấu cho MC El Eulma ở vị trí tiền đạo.